# Parsęcko
Parsęcko (deutsch Persanzig) ist ein Dorf in der polnischen Woiwodschaft Westpommern in Polen. Es liegt in der Gmina Szczecinek (Landgemeinde Szczecinek). In unmittelbarer Nähe liegt die Quelle der Parsęta (deutsch Persante), die dem Ort den Namen gab.

## Geographische Lage
Das Dorf liegt in Hinterpommern an der Woiwodschaftsstraße 172 zwischen Barwice (Bärwalde) im Westen und dem rund 3 km entfernten Szczecinek (Neustettin) im Osten, etwa 100 Kilometer östlich von Stettin. Zum Ort gehören Barwice, Dalęcino und Radomyśl (zur Landgemeinde Grzmiąca gehörig). Parsecko liegt in einem nach Südwesten abfallenden, sanft hügeligen Gelände am Rand einer Senke, in der durch Aufstauung der Parsęta ein See entstanden war.  Die Ortschaft  ist von Feldern und Wiesen umgeben.

## Geschichte

### Slawische Siedlung
In der Region um Szczecinek ist Parsęcko das älteste Dorf. Es  wurde auf einer slawischen Siedlung errichtet. Der Ortsname leitet sich vom Namen des nicht mehr bestehenden Sees ab, der die Parsęta speiste. 1863 wurde der Wasserspiegel des Sees über einen tiefen Graben um 3 Meter gesenkt, das abfließende Wasser diente dem Betrieb einer Wassermühle und wurde dann wieder in das Bett der Parsęta geleitet.

### Die Pfahlbausiedlung
Bei archäologischen Untersuchungen wurden im ehemals aufgestauten See Fundament-Pfähle aus Eiche entdeckt. Diese waren vierkantig zugespitzt und hatten einen Durchmesser von rund 25 cm und eine Länge von einem bis zu acht Metern. Die Pfähle gehörten zu einer zu einer oval angelegten Siedlung aus Pfahlbauten auf einer Insel im See. Es handelte sich um rund 60 Gebäude mit einer Größe von rund 3 mal 3 Metern, die im Abstand von einem Meter nebeneinander in einer Doppelreihe standen und deren Eingänge der Insel zugewandt waren. Die überstehenden Balken der im Kreuzverband errichteten Seitenwände der Nachbargebäude verschlossen die Zwischenräume, sodass eine geschlossene Wehranlage entstand. Die Hütten waren mit Brettern aus gespaltenem Holz verkleidet, die Fugen wahrscheinlich mit Moos verschlossen. Im Nordosten der Insel befand sich eine wahrscheinlich 2 Meter hohe Palisadenwand. Über zwei Brücken, die offenbar leicht unpassierbar gemacht werden konnten, war diese mit dem Umland verbunden.

### Neuzeit
Bis 1945 bildete Persanzig eine Landgemeinde im Landkreis Neustettin in der preußischen Provinz Pommern. In der Gemeinde bestanden neben dem Ort Persanzig die Wohnplätze Bahnhof Dallenthin, Dornhof, Elsenthal, Nieder Pankow und Pankow.